# Héctor Echeverri
Pour les articles homonymes, voir Echeverri.
Héctor Hernán Echeverri (né le 10 avril 1938 en Colombie) est un footballeur international colombien, qui évoluait au poste de défenseur.

## Biographie

### Carrière en sélection
Avec l'équipe de Colombie, il joue 12 matchs (pour aucun but inscrit) entre 1957 et 1962. 
Il figure dans le groupe des sélectionnés lors de la Coupe du monde de 1962. Lors du mondial organisé au Chili, il joue 3 matchs : contre l'Uruguay, l'Union soviétique et enfin la Yougoslavie.

## Palmarès
Independiente Medellín
- Championnat de Colombie :
  - Vice-champion : 1959, 1961 et 1966.